# 員林交流道 (國道1號)
員林交流道（英語：Yuanlin Interchange），是臺灣國道一號的交流道，位於彰化縣溪湖鎮東溪里，指標為211k，與北斗交流道為彰化縣南部的主要聯外交流道。
由於員林交流道的名稱與實際位置相異，員林市與員林交流道中間亦須經過埔心鄉，也使溪湖鎮民長年數次欲爭取正名為「溪湖交流道」。
|  | 211 員林 |  | 埔心 員林 溪湖 |

## 鄰近公路
- 縣道148號
- 彰47線
- 彰138線

## 外部連結
- 國道一號員林交流道示意圖 （页面存档备份，存于）（交通部高速公路局）